# Kaveri
Il fiume Kaveri (tamil: காவிரி, kannada: ಕಾವೇರಿ) è uno dei più grandi fiumi dell'India, ed è considerato sacro dagli induisti.
Il fiume ha origine dal Talakaveri nei Ghati occidentali nello Stato del Karnataka, scorre attraverso questo Stato e quello del Tamil Nadu nella piana del Deccan, sfocia nella baia del Bengala con due bocche principali. Ha una lunghezza di 760 km.
Gli affluenti del Kaveri sono: lo Shimsha, l'Hemavati, l'Arkavathy, l'Honnuhole, il Lakshmana Tirtha, il Kabini, il Bhavani, il Lokapavani, il Noyyal e l'Amaravati.
Il fiume è una risorsa per un sistema di irrigazione estensiva e di energia idroelettrica.

## Punti di interesse
- Talakaveri
- Srirangapatna
- Shivanasamudra
- Krishna Raja Sagara
- Hogenakal Falls (significa "roccia fumante")
- Mekedaatu (Goat's Leap)
- Sivanasamudra Falls
- Bhavani, Tamil Nadu
- Tiruchirapalli (Trichy)
- Srirangam
- Thiruvaiyaru
- Thirukattupalli
- Swamimalai
- Kumbakonam
- Thiruvidaimarudur
- Mayavaram
- Poombuhaar
- Vedaranyam